# Urvaste (gemeente)
Urvaste (Estisch: Urvaste vald) was een gemeente in het noordwesten van de Estlandse provincie Võrumaa. De gemeente telde 1243 inwoners op 1 januari 2017 en had een oppervlakte van 139,7 km².
In oktober 2017 werd de gemeente bij de gemeente Antsla gevoegd.
De landgemeente telde veertien dorpen. Het gemeentebestuur was gevestigd in Kuldre.
Bij de plaats Urvaste staat de dikste eik van Estland, de Tamme-Lauri-eik. Deze zomereik heeft een omtrek van 8,3 meter en is ruim 550 jaar oud. Hij prijkt niet alleen op het gemeentewapen van Urvaste (en sinds 2017 op het gemeentewapen van Antsla), maar stond ook afgebeeld op het biljet van 10 kronen, dat tot begin 2011 in omloop was.
De middeleeuwse kerk van Urvaste (Urvaste Urbanuse kirik) is de enige basiliek op het Estische platteland. De aan Sint-Urbanus gewijde kerk werd in 1413 voor het eerst genoemd, maar is waarschijnlijk 14de-eeuws en daarmee het oudste bewaard gebleven gebouw van Võrumaa. De dom van Riga stond er model voor. De kerk werd in 1889 naar het oosten toe uitgebreid en kreeg toen een neogotisch interieur.

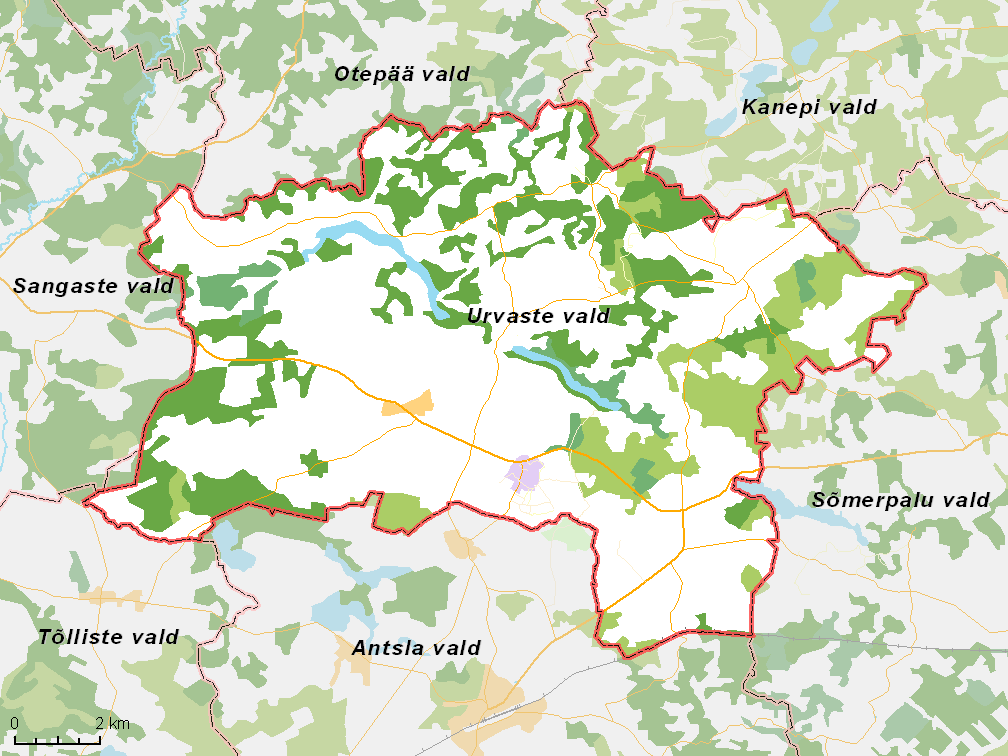
De gemeente met omliggende gemeenten, situatie begin 2017